# Baie Berezovaïa
La baie Berezovaïa (en russe : Бухта Березовая, littéralement « baie des bouleaux ») est une baie située à 70 kilomètres au sud de Petropavlovsk-Kamtchatski, sur la péninsule du Kamtchatka, dans l'Extrême-orient russe. Elle est située administrativement à l'intérieur du raïon de Ielizovo, dans la kraï du Kamtchatka.